# CMT (canal de televisión estadounidense)
CMT, cuyo nombre son las siglas de Country Music Television, es un canal de televisión por suscripción estadounidense de música country. El canal incluye videos de música, conciertos, películas y las biografías de las estrellas country pasadas y presentes. CMT está manejado (y es propiedad también) de Paramount Media Networks, que es una filial de Paramount Global.

## Historia
CMT comenzó el 5 de marzo de 1983 a las 6:19 p. m., fundado por Glenn D. Daniels y lanzado en las instalaciones de producción de video en Hendersonville, Tennessee.
Glenn D. Daniels fue el creador, fundador y primer presidente de la red, en un principio llamada “CMTV”. El principal competidor de CMT era TNN, pero más tarde fue comprado por Viacom y MTV Networks. 
CMT fue colocado para mostrar videos de música country las 24 horas, mientras TNN como una alternativa menor a CMT. 
En 2003, Viacom decidió cambiar las transmisiones de TNN, renombrándolo así como Spike TV. Desde entonces, CMT esta como una red de música country compañera a MTV. CMT actualmente muestran videoclips de música Country, video, algo de música rock y películas como Freebird: La Película y Los Duques de Hazzard.
Al igual que su hermana, la red VH1, CMT se ha convertido en un canal de distintos tipos de shows (entre ellos se encuentran los Reality TV) más que programas de música. Hay gente que se queja de que CMT se ha alejado mucho de la música country hacia los shows normales. Por ejemplo, en 2005, CMT adquirió los derechos para transmitir el desfile de Miss América. Como futuros proyectos para 2007, CMT tiene planeado hacer un reality show sobre lo que ocurre semanas antes de Miss América. 
Actualmente su principal competidor es Great American Country (conocido como “GAC”) que es propiedad de The E.W. Scripps Company. 
Debido a las quejas de que CMT ya no transmitía videos de música country, Viacom y MTV Networks crearon una red alterna a CMT, conocida como CMT Music, que transmiten 100% música country.

## Logotipos

Logo utilizado desde 1991 hasta 2004.
Logo utilizado desde 2004 hasta 2017.
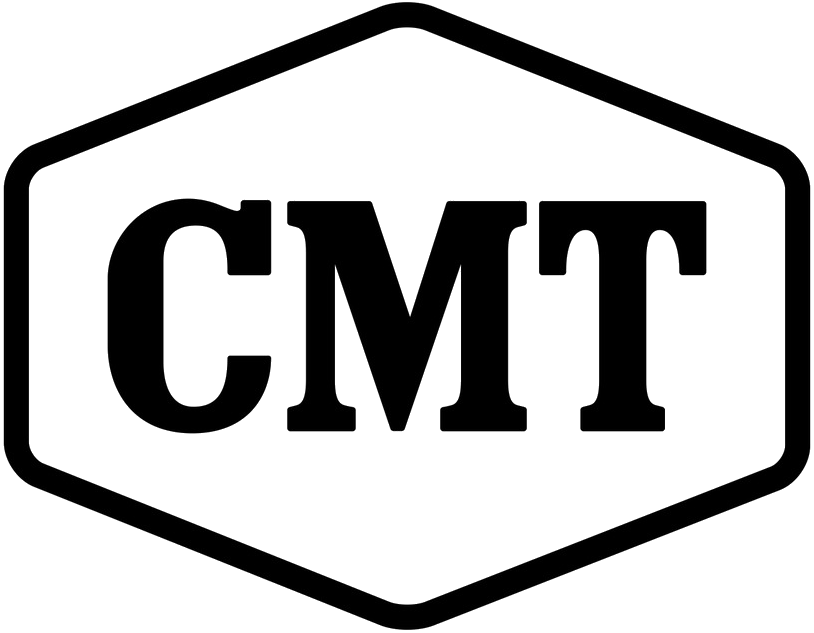
Logo utilizado desde 2017.